# Бичківська сільська рада
Би́чківська сільська́ ра́да — колишня адміністративно-територіальна одиниця та орган місцевого самоврядування в Чортківському районі Тернопільської області. Адміністративний центр — с. Бичківці.

## Загальні відомості
Бичківська сільська рада утворена в 1939 році.
- Територія ради: 17,179 км²
- Населення ради: 836 осіб (станом на 2001 рік)
- Територією ради протікає річка Серет

## Населені пункти
Сільській раді підпорядковані населені пункти:
- с. Бичківці

## Історія
Перша сільська рада утворена у вересні 1939 року.
У квітні 1944 року сільська рада після німецької окупації відновила свою діяльність.
24 грудня 2019 року увійшла до складу Чортківської міської громади.

## Географія
Бичківська сільська рада межувала з Скородинською, Звиняцькою, Косівською, Білобожницькою сільськими радами — Чортківського району, Тудорівською сільською — Гусятинського району, та Буданівською сільською радою — Теребовлянського району.

## Склад ради
Рада складається з 12 депутатів та голови.

### Керівний склад попередніх скликань

#### Голови ради
| Прізвище, ім'я, по батькові     | Основні відомості                                                               | Дата обрання | Дата звільнення |
| ------------------------------- | ------------------------------------------------------------------------------- | ------------ | --------------- |
| Король Іван Володимирович       | Сільський голова                                                                | 1990         | 1994            |
| Король Іван Володимирович       | Сільський голова                                                                | 1994         | 1998            |
| Король Іван Володимирович       | Сільський голова                                                                | 1998         | 2002            |
| Король Іван Володимирович       | Сільський голова                                                                | 2002         | 2003            |
| Драбинястий Володимир Орестович | Сільський голова                                                                | 2004         | 2006            |
| Драбинястий Володимир Орестович | Сільський голова, 1967 року народження, освіта середня спеціальна               | 26.03.2006   | 31.10.2010      |
| Драбинястий Володимир Орестович | Сільський голова, 1967 року народження, освіта середня спеціальна, безпартійний | 31.10.2010   | 25.10.2015      |
| Драбинястий Володимир Орестович | Сільський голова, 1967 року народження, освіта середня спеціальна, безпартійний | 25.10.2015   | 24.12.2019      |

Примітка: таблиця складена за даними сайту Верховної Ради України

#### Секретарі ради
| Прізвище, ім'я, по батькові  | Основні відомості | Дата обрання | Дата звільнення |
| ---------------------------- | ----------------- | ------------ | --------------- |
| Боцян Віра Василівна         | Секретар          | 1990         | 1994            |
| Боцян Віра Василівна         | Секретар          | 1994         | 1998            |
| Цибульська Наталія Романівна | Секретар          | 1998         | 2002            |
| Цибульська Наталія Романівна | Секретар          | 2002         | 2006            |
| Цибульська Наталія Романівна | Секретар          | 2006         | 2010            |
| Цибульська Наталія Романівна | Секретар          | 2010         | 2015            |
| Цибульська Надія Романівна   | Секретар          | 2015         | 2019            |

### Депутати

#### VII скликання
За результатами місцевих виборів 2015 року депутатами ради стали:
1. Данчишин Ігор Євгенович
2. Дзюба Наталія Романівна
3. Король Володимир Анатолійович
4. Король Олександра Богданівна
5. Кривий Андрій Михайлович
6. Леганчук Микола Іванович
7. Любера Віталій Богданович
8. Новак Петро Романович
9. Новак Сергій Петрович
10. Савіцький Михайло Степанович
11. Цибульська Наталія Романівна
12. Щудло Зіновія Володимирівна

#### VI скликання
За результатами місцевих виборів 2010 року депутатами ради стали:
1. Цибульська Наталія Романівна
2. Барищук Михайло Володимирович
3. Солярчук Світлана Миколаївна
4. Новак Петро Романович
5. Дзюба Наталія Романівна
6. Данчишин Ігор Євгенович
7. Слоїк Роман Петрович
8. Сидор Ольга Романівна
9. Слоїк Галина Савівна
10. Щудло Зіновія Володимирівна
11. Данчишин Віталій Андрійович
12. Леганчук Микола Іванович
13. Новак Сергій Петрович
14. Король Володимир Анатолійович
15. Ласківська Ірина Івнівна

#### V скликання
За результатами місцевих виборів 2006 року депутатами ради стали:
1. Король Олександра Богданівна
2. Полівчук Ганна Тадеївна
3. Йосифін Надія Романівна
4. Новак Петро Романович
5. Слоїк Ольга Петрівна
6. Король Богдан Теодозійович
7. Цибульська Наталія Романівна
8. Данчишин Світлана Антонівна
9. Слоїк Галина Савівна
10. Щудло Зіновія Володимирівна
11. Дідюк Світлана Ярославівна
12. Шкробут Марія Петрівна
13. Новак Сергій Петрович
14. Король Володимир Анатолійович
15. Ласківська Ірина Іванівна

#### IV скликання
За результатами місцевих виборів 2002 року депутатами ради стали:
1. Шостак Оксана Ярославівна
2. Мурина Петро Євстахович
3. Йосифів Надія Романівна
4. Новак Марія Миронівна
5. Чапурда Петро Іванович
6. Король Богдан Теодозійович
7. Цибульська Наталія Романівна
8. Слоїк Адам Михайлович
9. Слоїк Галина Савівна
10. Щудло Зеновія Володимирівна
11. Грибок Наталія Миколаївна
12. Коринецький Богдан Йосипович
13. Сеник Марія Богданівна
14. Король Володимир Анатолійович
15. Чапурда Володимир Іванович

#### III скликання
За результатами місцевих виборів 1998 року депутатами ради стали:
1. Олійник Роман Васильович
2. Бодьо Роман Мар′янович
3. Трач Богдан Васильович
4. Сірканець Марія Антонівна
5. Кіт Ганна Степанівна
6. Король Богдан Теодозійович
7. Драбинястий Іван Зіновійович
8. Сидор Богдан Борисович
9. Гузар Михайло Еміліянович
10. Щудло Зіновія Володимирівна
11. Цибульська Наталія Романівна
12. Джага Валентина Миколаївна
13. Крушинський Андрій Степанович
14. Окуньский Василь Мирославович
15. Чапурда Володимир Іванович

#### II скликання
За результатами місцевих виборів 1994 року депутатами ради стали:
1. Йосифів Надія Романівна
2. Боцян Віра Василівна
3. Новак Андрій Романович
4. Барищук Дора Дмитрівна
5. Джага Валентина Миколаївна
6. Драбинястий Іван Орестович
7. Кочан Зеновій Мирославович
8. Цибульський Петро Степанович
9. Сидора Богдан Борисович
10. Крушинський Андрій Степанович
11. Цьолко Ольга Йосипівна

#### I скликання
За результатами місцевих виборів 1990 року депутатами ради стали:
1. Фаріон Мирослав Йосипович
2. Новак Ангелина Петрівна
3. Король Богдан Тадейович
4. Солтис Корнелій Йосипович
5. Драбинястий Іван Орестович
6. Щудло Зіновія В.
7. Цибульський Петро Степанович
8. Крушинський Андрій Степанович
9. Прокопів Віра Петрівна
10. Король Іван Володимирович
11. Олійник Марія Іванівна
12. Маланчук Ганна Франківна
13. Когут Василь Степанович
14. Цьолко Ольга Йосипівна
15. Кузів Михайло Степанович
16. Штогрин Богданна Михайлівна
17. Боцян Віра Василівна
18. Тирля Катерина Іванівна
19. Маланчук Ярослава Євгенівна
20. Маланчук Мирослав Іванович